# Isola Beaufort
L'isola Beaufort è un'isola antartica ubicata nel canale McMurdo, mare di Ross. È l'isola più settentrionale dell'Arcipelago di Ross, situata 21 km a nord di Capo Bird, Isola di Ross.

## Storia
L'isola fu cartografata da James Clark Ross nel 1841. Ross la battezzò in omaggio a Sir Francis Beaufort, direttore dell'Ufficio idrogafico della British Royal Navy.

## Geografia
L'isola, di forma semicircolare, è costituita dai resti erosi di uno stratovulcano basaltico di età incerta. Il punto più alto dell'isola è Paton Peak, a 740 m.
Gran parte del lato occidentale dell'isola è coperto da campi di ghiaccio moderatamente in pendenza, con scogliere di ghiaccio alte circa 20 metri sulla costa. I versanti orientale e meridionale sono per lo più privi di ghiaccio, con scogliere inaccessibili che si innalzano direttamente dal mare. Qui il terreno ha una leggera pendenza, con stagni e piccoli corsi d'acqua di disgelo in estate che defluiscono verso la costa.

## Rivendicazione territoriale
L'isola è stata rivendicata dalla Nuova Zelanda come parte della Dipendenza di Ross, però la rivendicazione è soggetta alle disposizioni del Trattato Antartico.

## Flora
L'estremità settentrionale dell'isola presenta una estesa area di vegetazione sviluppatasi su un banco morenico  che si innalza 5–7 m sopra la spiaggia, ampio sino a 50 m. La vegetazione è dominata da muschi della specie Bryum argenteum e ospita anche diverse specie di alghe, tra cui le alghe delle nevi (Chlamydomonas sp., Chloromonas sp.).

## Fauna
L'isola è sito riproduttivo del pinguino imperatore (Aptenodytes forsteri), che nidifica sulla banchisa dell'estremità settentrionale dell'isola, del pinguino di Adelia (Pygoscelis adeliae), che nidifica su un cordone litorale sabbioso noto come Cadwalader Beach all'estremità sud-occidentale, e dello stercorario di McCormick (Stercorarius maccormicki).

## Conservazione
L'isola ospita una notevole avifauna ed è una delle aree riproduttive più importanti della regione. Possiede un'area significativa di vegetazione su un banco morenico scavato nel ghiaccio che è eccezionale sia in quantità che in qualità, ed è l'area di muschi continua più estesa finora conosciuta per la regione del  canale di McMurdo. Rappresenta anche uno dei luoghi più meridionali in cui sono state osservate le alghe rosse della neve.
Per tali ragioni il suo territorio è protetto dal Trattato Antartico come Area Specialmente Protetta dell'Antartide (codice ASPA 105).
L'isola è inoltre classificata da BirdLife International come Important Bird Area.